# Neonotomastus glabrus
Neonotomastus glabrus är en ringmaskart som beskrevs av Fauchald 1972. Neonotomastus glabrus ingår i släktet Neonotomastus och familjen Capitellidae. Inga underarter finns listade i Catalogue of Life.